# Dia Mundial da Saúde Mental
O Dia Mundial da Saúde Mental é celebrado, anualmente, no dia 10 de outubro, e tem como máximas a educação, conscientização e defesa da saúde mental global contra o estigma social. Foi celebrado pela primeira vez em 1992, por iniciativa da Federação Mundial para Saúde Mental (tradução direta de World Federation for Mental Health), uma organização global de saúde mental com membros e contatos em mais de 150 países.
Neste dia, todo mês de outubro, milhares de apoiadores celebram este programa anual de conscientização a fim de chamar a atenção para as doenças mentais e seus principais efeitos na vida das pessoas em todo o mundo.

## História
O Dia Mundial da Saúde Mental passou a ser celebrado por iniciativa do Secretário-Geral Adjunto, Richard Hunter. Até 1994, o dia não possuía nenhum tema específico além da promoção geral da saúde mental e educação do público.
Em 1994, o Dia Mundial da Saúde Mental foi celebrado com um tema pela primeira vez, por sugestão do então de Secretário-Geral Eugene Brody. O tema foi “Melhorando a qualidade dos serviços de saúde mental em todo o mundo”.
O Dia Mundial da Saúde Mental é apoiado pela Organização Mundial da Saúde (OMS) por meio da conscientização sobre questões acerca da saúde mental, utilizando-se de seus fortes relacionamentos com os ministérios da saúde e organizações da sociedade civil em todo o mundo. A OMS também apoia o desenvolvimento de material técnico e de comunicação.

## Temas do Dia Mundial da Saúde Mental
| Ano     | Tema |
| ------- | --- |
| 1994    | Melhorando a qualidade dos serviços da saúde mental em todo o mundo                                        |
| 1996    | Mulheres e Saúde Mental                                                                                    |
| 1997    | Crianças e Saúde Mental                                                                                    |
| 1998    | Saúde Mental e Direitos Humanos                                                                            |
| 1999    | Saúde mental e envelhecimento                                                                              |
| 2000-01 | Saúde Mental e Trabalho                                                                                    |
| 2002    | Os Efeitos do Trauma e da Violência em Crianças e Adolescentes                                             |
| 2003    | Transtornos emocionais e comportamentais em crianças e adolescentes                                        |
| 2004    | A relação entre saúde física e mental: transtornos coocorrentes                                            |
| 2005    | Saúde Mental e Física ao Longo da Vida                                                                     |
| 2006    | Construindo a Conscientização - Reduzindo Riscos: Doença Mental e Suicídio                                 |
| 2007    | Saúde Mental em um Mundo em Mudança: O Impacto da Cultura e da Diversidade                                 |
| 2008    | Tornando a Saúde Mental uma Prioridade Global: Aumentando os Serviços por meio da Defesa e Ação do Cidadão |
| 2009    | Saúde Mental nos Cuidados Primários: Melhorando o Tratamento e Promovendo a Saúde Mental                   |
| 2010    | Saúde Mental e Doenças Físicas Crônicas                                                                    |
| 2011    | O Grande Impulso: Investindo em Saúde Mental                                                               |
| 2012    | Depressão: uma crise global                                                                                |
| 2013    | Saúde mental e idosos                                                                                      |
| 2014    | Vivendo com Esquizofrenia                                                                                  |
| 2015    | Dignidade em Saúde Mental                                                                                  |
| 2016    | Primeiros socorros psicológicos                                                                            |
| 2017    | Saúde mental no local de trabalho                                                                          |
| 2018    | Jovens e saúde mental em um mundo em mudança                                                               |
| 2019    | Promoção da saúde mental e prevenção do suicídio                                                           |
| 2020    | Ação pela saúde mental: vamos investir                                                                     |
| 2021    | Saúde mental em um mundo desigual                                                                          |
| 2022    | Tornar a saúde mental e o bem-estar para todos uma prioridade global                                       |
| 2023    | A saúde mental é um direito humano universal                                                               |